# Griekse parlementsverkiezingen 1990
De verkiezingen in Griekenland in 1990 voor de enige Kamer van het parlement werd gewonnen door Nea Dimokratia van Constantine Mitsotakis. Hij versloeg de regeringspartij PASOK van oud-premier Andreas Papandreou.

## Verkiezingen
Vanwege een bankschandaal rond de Bank van Kreta raakte premier Andreas Papandreou in 1989 in opspraak. Constantine Mitsotakis, de leider van de grootste oppositiepartij Nea Dimokratia wist hem daarom bij de verkiezingen in juni 1989 te verslaan. PASOK verloor 36 zetels, een van de grootste nederlagen van een partij in de moderne geschiedenis van Griekenland. Een paar maanden voor de verkiezingen had PASOK echter een wet aangenomen waarin stond dat een partij slechts alleen kan regeren als zij een absolute meerderheid van de stemmen heeft behaald. ND had bij de verkiezingen in juni 1989 'slechts' 44 procent van de stemmen gehaald en daarmee 145 van de 300 zetels. Mitsotakis slaagde er niet in genoeg steun te verwerven voor een meerderheid en schreef daarom opnieuw verkiezingen uit. Deze won hij ook, maar nogmaals slaagde hij er niet in om een meerderheid in het parlement achter zich te krijgen.
Bij deze verkiezingen behaalde hij 150 zetels. Omdat één parlementslid van de partij Democratische Vernieuwing zijn steun toezegde kon Mitsotakis toch een kabinet vormen en aantreden als premier. Hij volgde Xenophon Zolotas op. Dit was een niet-partijgebonden politicus die tijdelijk was aangesteld als premier in november 1989.
| Partij                                       | 1990  | 1990   | 1989  | 1989   | verschil | verschil | Europese Partij    |
| Partij                                       | perc. | zetels | perc. | zetels | perc.    | zetels   | Europees Parlement |
| -------------------------------------------- | ----- | ------ | ----- | ------ | -------- | -------- | ------------------ |
| Nieuwe Democratie(ND)                        | 46.9  | 150    | 46.2  | 148    | +0.7     | +2       | EPP                |
| Pan-Helleens Socialistische Beweging (PASOK) | 38.6  | 123    | 40.7  | 128    | -2.1     | -5       | PES                |
| Coalitie van Radicaal-Links (SYRIZA)         | 10.3  | 19     | 11.0  | 21     | -0.7     | -2       |                    |
| PASOK-linkse coalitie                        | 1.0   | 4      | 0.0   | 0      | +1.0     | +4       | EL                 |
| Politieke Ecologisten                        | 0.8   | 1      | 0.6   | 1      | +0.2     | 0        |                    |
| Onafhankelijke moslimlijst                   | 0.7   | 2      | 0.5   | 1      | +0.2     | +1       |                    |
| Democratische Vernieuwing                    | 0.7   | 1      | 0.0   | 0      | +0.7     | +1       |                    |
| Overige                                      | 1.0   | 0      | 4.2   | 1      | 0.0      | -1       |                    |
| Totaal                                       | 100.0 | 300    | 100.0 | 300    | +0.0     | +0       |                    |

- Opkomstpercentage: 83.2% (1990), 84.4% (1990)

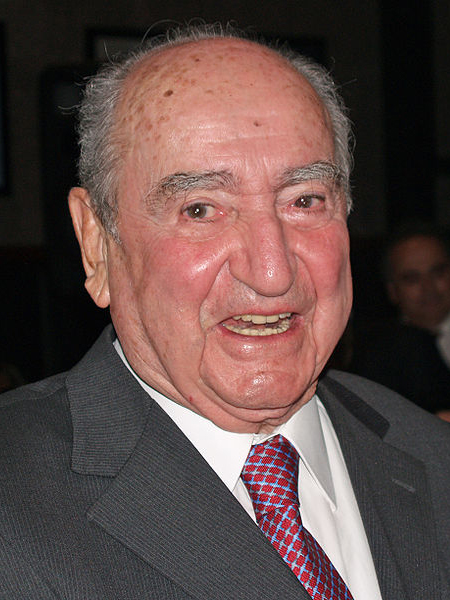
Constantine Mitsotakis (ND)
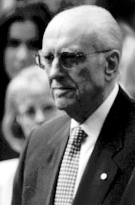
Andreas Papandreou (PASOK)

1950 · 1951 · 1952 · 1956 · 1958 · 1961 · 1963 · 1964 · 1974 · 1977 · 1981 · 1985 · 1989 (juni) · 1989 (nov.) · 1990 · 1993 · 1996 · 2000 · 2004 · 2007 · 2009 · 2012 (mei) · 2012 (juni) · 2015 (jan.) · 2015 (sep.) . 2019 · 2023 (mei) · 2023 (jun.)